# Anacampseros marlothii
Anacampseros marlothii är en tvåhjärtbladig växtart som beskrevs av V. Poelln. Anacampseros marlothii ingår i släktet Anacampseros och familjen Anacampserotaceae. Inga underarter finns listade i Catalogue of Life.